# Charlie Daniels (labdarúgó)
Charlie John Daniels (Walthamstow, Anglia, 1986. szeptember 7. –) angol labdarúgó, aki jelenleg a Bournemouth-ban játszik hátvédként.

## Pályafutása
Daniels gyerekként megjárta a Ridgeway Rovers és az Interwood nevű ificsapatokat, mielőtt a Norwich City, majd a Tottenham Hotspur akadémiájára került volna. Utóbbinál az ificsapatból felkerült a tartalékok közé, majd 2006 júliusában megkapta első profi szerződését. A 2006/07-es szezon során kölcsönvette a Chesterfield, de mindössze két mérkőzés után megsérült és vissza kellett térnie a Spurshöz.
2007 nyarán a Leyton Orient a teljes szezonra kölcsönvette, miután a csapat akkor menedzserét, Martin Linget meggyőzte a Tottenham tartalékcsapatában nyújtott teljesítménye. Az Orientben 31 bajnokin lépett pályára és két gólt szerzett. Visszatérésekor még egy évig érvényes szerződése volt a Tottenhammel.
2008 augusztusában egy hónapra kölcsönben a Gillinghamhez igazolt, ahol egy Accrington Stanley elleni 1-0-s otthoni győzelem alkalmával mutatkozott be. Egy Grimsby Town ellen 3-0-ra megnyert meccsen gólt is szerzett, szabadrúgásból. Szeptember végén tért vissza a Spurshöz, majd elmondta, hogy szeretne hosszabbítani a csapattal és megpróbálni bekerülni az első csapatba. Végül azonban 2009 januárjában ingyen a Leyton Orienthez igazolt.
2011 novemberében Danielst leigazolta a Bournemouth, először csak kölcsönben, majd 2012 januárjában véglegesítették a szerződését.

## Külső hivatkozások
- Charlie Daniels pályafutásának statisztikái a Soccerbase oldalon (angolul)